# Pierre Tremblay (criminologue)
Pour les articles homonymes, voir Pierre Tremblay et Tremblay.
Pierre Tremblay est un criminologue émérite et professeur titulaire de la chaire du CICC (Centre International de Criminologie Comparée) à l'Université de Montréal.

## Distinctions
- Prix Beccaria, Société de criminologie du Québec: (1986)

## Livres
- Pierre Tremblay, Le délinquant affilié : la sous-culture des gangs de rue haïtiens de Montréal, Montréal, (Québec), Canada, Éditions Liber, 2016, 164 p. (ISBN 978-2-89578-521-7)
- Pierre Tremblay, Beauvoir Jean : le récit du vétéran, Montréal, (Québec), Canada, Éditions Liber, 2011, 229 p. (ISBN 978-2-89578-293-3)
- Pierre Tremblay, Le Délinquant idéal : performance, discipline, solidarité, Montréal, (Québec), Canada, Éditions Liber, 2010, 268 p. (ISBN 978-2-89578-231-5)